# Microstigmata longipes
Microstigmata longipes is een spinnensoort uit de familie Microstigmatidae. De soort komt voor in Zuid-Afrika.